# Kurt Russell
Kurt Vogel Russell (Springfield, Massachusetts, 17 de març de 1951) és un actor estatunidenc de cinema i televisió. Va començar a aparèixer en sèries de televisió quan era un nen. Ha representat diversos papers de "dolent de la pel·lícula". Va protagonitzar la pel·lícula de ciència-ficció Stargate (1994) i també va treballar a Posidó (2006), entre d'altres.

## Vida personal

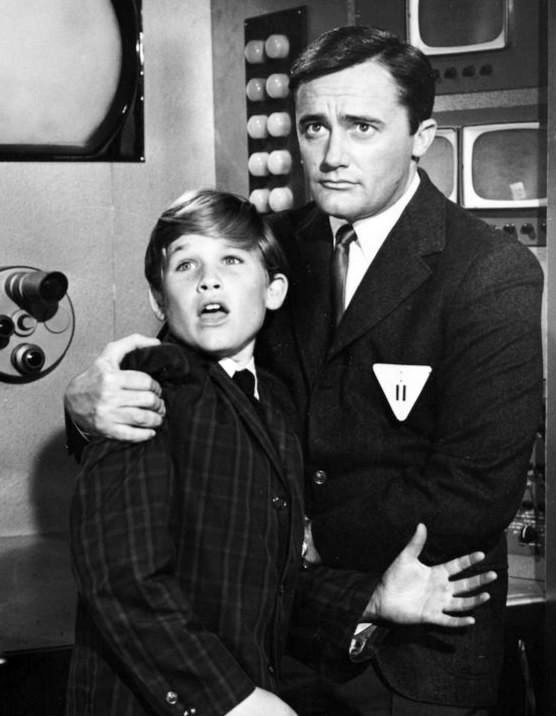
Russell amb Robert Vaughn en un episodi de l'Home de U.N.C.L.E (1964).

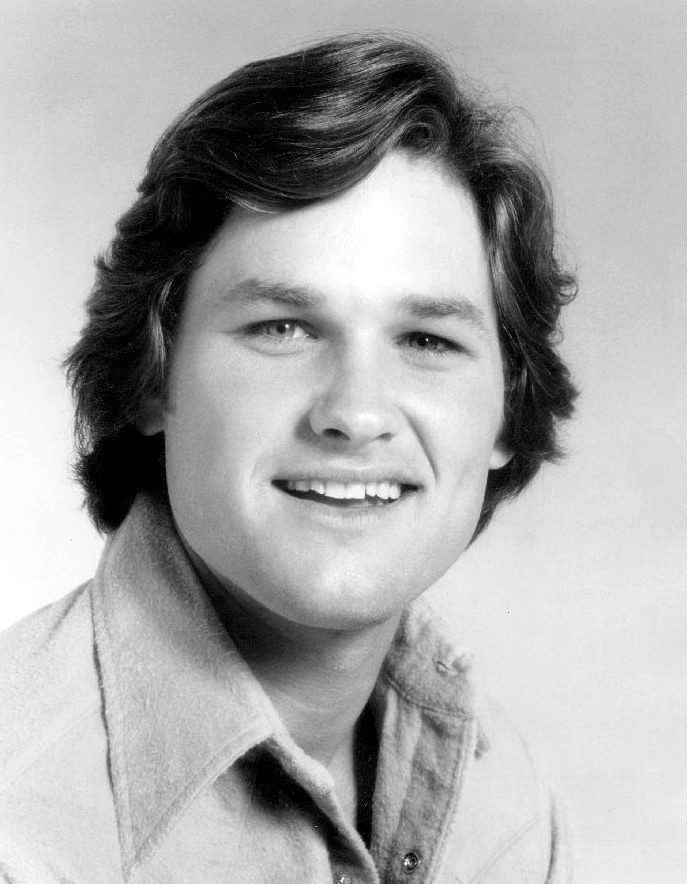
Russell en una foto de publicitat (1974).

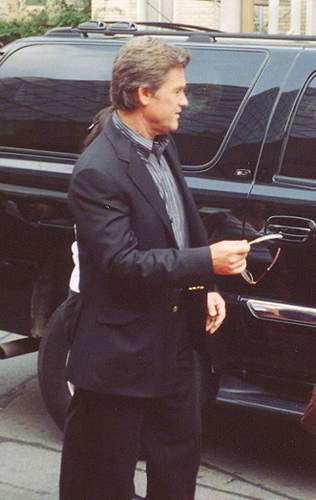
Russell el 2005.

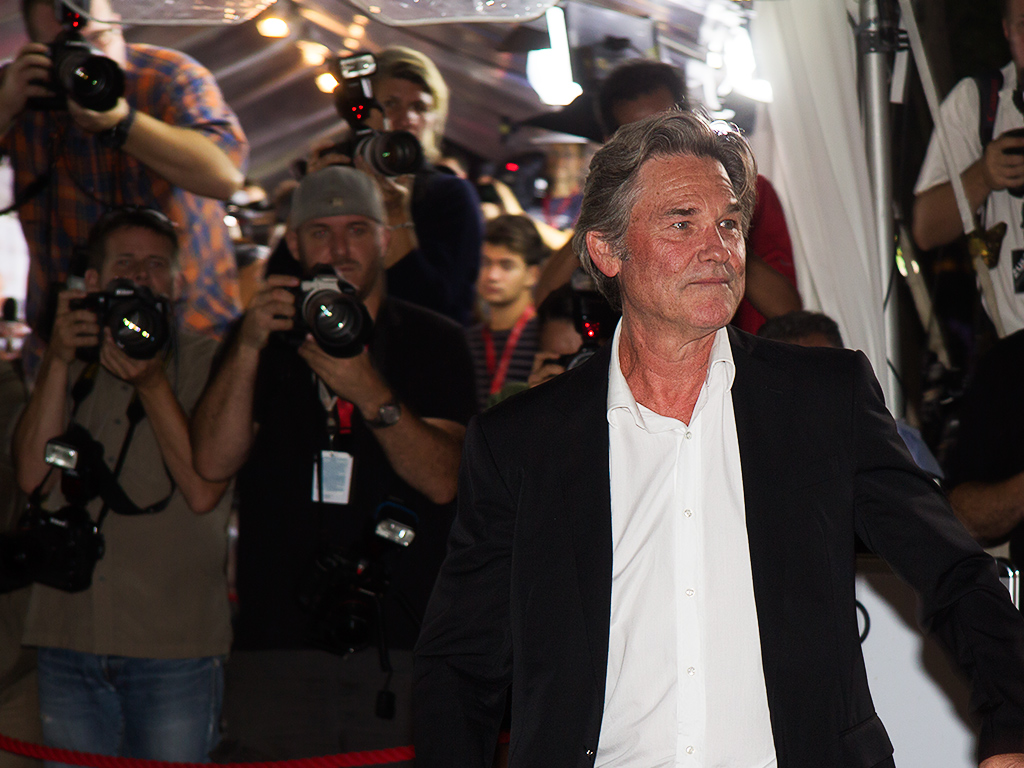
Russell al 2013 Toronto Festival de cinema Internacional.

Russell va començar la seva carrera cinematogràfica als 11 anys; va debutar amb pel·lícules de Disney, companyia per a la qual va rodar deu títols com Follow Me, Boys, The Computer Wore Tennis Shoes, Instint executiu i The Fox and the Hound. Va rodar també diversos episodis d'El meravellós món de Disney, així com sèries de televisió com Deadly Tower o Amber Waves.
Apareix en el capítol 17 ("La Primera Pedra’’) al costat de Dick Nelson i al capítol 20 ("El preu de l'amistat") en la sèrie ‘’Daniel Boone’', protagonitzada per Fess Parker.
Una altra cèlebre aparició de Kurt a la televisió i a la que ell mateix es refereix en moltes ocasions, és la que es pot veure al capítol 16 de la sèrie Fairytale's and mud on havia d'ajudar a donar a llum a Wendy Larringson, la filla dels magnats del petroli més importants de tot l'estat de Nevada.
El 1963, quan tenia 12 anys, va aparèixer en una pel·lícula protagonitzada per Elvis Presley titulada It Happened at the World's Fair, en la que li donava una puntada de peu al mateix Elvis. Curiosament el 1979 va interpretar el cantant en una pel·lícula per a televisió, Elvis, dirigida per John Carpenter, fet que li va suposar la nominació dels premis Emmy. En el rodatge va conèixer l'actriu Season Hubley, amb qui es va casar el 1979, i de la unió del qual va néixer el seu fill Boston. Va estar casat amb Season Hubley des de 1979 fins a 1983.
El 1966 sent un adolescent de 15 anys, va aparèixer en la reeixida sèrie de televisió El Fugitiu en el capítol ‘'In a Plain Paper Wrapper .
Va tenir una breu carrera com a jugador professional de beisbol, jugant com a segona base a les lligues menors, fins que una lesió li va impedir de continuar. El pare de Kurt, Bing Russell, que també havia jugat al beisbol, va aparèixer a diversos capítols de la sèrie de TV Bonanza en el paper de l'ajudant del xèrif.
Russell també va aparèixer en la famosa sèrie El Gran Chaparral, en l'episodi "The Guns of Johnny Rondo. Té llicència de pilot de vol.
Ha rodat més de 40 pel·lícules, entre les quals destaquen: Backdraft, Home a l'aigua, La cosa (de nou amb John Carpenter), Cop a la petita Xina, Soldier, Stargate, Tango i Cash, Breakdown, Tombstone, la llegenda de Wyatt Earp, Posidó, 1997, Rescat a Nova York o 2013, Rescat a Los Angeles.
El seu doble al cinema va ser Dick Warlock, durant vint-i-cinc anys.

## Filmografia

### Cinema
| Any  | Títol                                           | Paper                                      | Notes                                                        |
| ---- | ----------------------------------------------- | ------------------------------------------ | ------------------------------------------------------------ |
| 1963 | It Happened at the World's Fair                 | Boy Kicking Mike                           | No surt als crèdits                                          |
| 1965 | Guns of Diablo                                  | Jamie McPheeters                           |                                                              |
| 1966 | Follow Me, Boys!                                | Whitey                                     |                                                              |
| 1968 | The One and Only, Genuine, Original Family Band | Sidney Bower                               | Primer film amb Goldie Hawn (que va interpretar Giggly Girl) |
| 1968 | The Horse in the Gray Flannel Suit              | Ronnie Gardner                             |                                                              |
| 1969 | The Computer Wore Tennis Shoes                  | Dexter Riley                               |                                                              |
| 1971 | Instint executiu (The Barefoot Executive)       | Steven Post                                |                                                              |
| 1971 | Setge de foc (Fools' Parade)                    | Johnny Jesus                               |                                                              |
| 1972 | Now You See Him, Now You Don't                  | Dexter Riley                               |                                                              |
| 1973 | Charley and the Angel                           | Ray Ferris                                 |                                                              |
| 1973 | Superdad                                        | Bart                                       |                                                              |
| 1975 | The Strongest Man in the World                  | Dexter Riley                               |                                                              |
| 1976 | The Captive: The Longest Drive 2                | Morgan 'Two Persons' Bodeen                |                                                              |
| 1980 | Used Cars                                       | Rudolph "Rudy" Russo                       |                                                              |
| 1981 | Fuga de Nova York (Escape from New York)        | Snake Plissken                             |                                                              |
| 1981 | The Fox and the Hound                           | Copper, adult (veu)                        |                                                              |
| 1982 | The Thing                                       | R.J. MacReady                              |                                                              |
| 1983 | Silkwood                                        | Drew Stephens                              |                                                              |
| 1984 | Torn de tarda (Swing Shift)                     | Mike "Lucky" Lockhart                      |                                                              |
| 1984 | Terror in the Aisles                            | R.J. MacReady                              |                                                              |
| 1985 | The Mean Season                                 | Malcolm Anderson                           |                                                              |
| 1986 | Big Trouble in Little China                     | Jack Burton                                |                                                              |
| 1986 | La millor jugada (The Best of Times)            | Reno Hightower                             |                                                              |
| 1987 | Home a l'aigua (Overboard)                      | Dean Proffitt                              |                                                              |
| 1988 | Connexió tequila (Tequila Sunrise)              | Detectiu Tinent Nicholas 'Nick' Frescia    |                                                              |
| 1989 | Winter People                                   | Wayland Jackson                            |                                                              |
| 1989 | Tango i Cash (Tango & Cash)                     | Tinent Gabriel Cash                        |                                                              |
| 1991 | Backdraft                                       | Stephen 'Bull' McCaffrey, Dennis McCaffrey |                                                              |
| 1992 | Unlawful Entry                                  | Michael Carr                               |                                                              |
| 1992 | Capità Ron (Captain Ron)                        | Capità Ron                                 |                                                              |
| 1993 | Tombstone                                       | Wyatt Earp                                 |                                                              |
| 1994 | Forrest Gump                                    | Elvis Presley (veu)                        | No surt als crèdits                                          |
| 1994 | Stargate                                        | Coronel Jonathan "Jack" O'Neil             |                                                              |
| 1996 | Decisió executiva (Executive Decision)          | Dr. David Grant                            |                                                              |
| 1996 | Escape from L.A.                                | Snake Plissken                             | també guionista i productor                                  |
| 1997 | Breakdown                                       | Jeffrey "Jeff" Taylor                      |                                                              |
| 1998 | El soldat (Soldier)                             | Todd                                       |                                                              |
| 2001 | Els reis del crim (3000 Miles to Graceland)     | Michael Zane                               |                                                              |
| 2001 | Vanilla Sky                                     | McCabe                                     |                                                              |
| 2002 | Interestatal 60 (Interstate 60)                 | Capità Ives                                |                                                              |
| 2003 | Dark Blue                                       | Eldon Perry                                |                                                              |
| 2004 | Miracle                                         | Herb Brooks                                |                                                              |
| 2005 | Sky High                                        | Steve Stronghold                           |                                                              |
| 2005 | Dreamer                                         | Ben Crane                                  |                                                              |
| 2006 | Posidó (Poseidon)                               | Robert Ramsey                              |                                                              |
| 2007 | Death Proof                                     | Stuntman Mike                              |                                                              |
| 2007 | Cutlass                                         | Dad                                        | curt                                                         |
| 2011 | El jugador (Touchback)                          | Coach Hand                                 |                                                              |
| 2013 | The Art of the Steal                            | Crunch Calhoun                             |                                                              |
| 2014 | The Battered Bastards of Baseball               | ell mateix                                 | Documental                                                   |
| 2015 | Furious 7                                       | Mr. Nobody                                 | [ 5 ] [ 6 ]                                                  |
| 2015 | Bone Tomahawk                                   | xèrif Franklin Hunt                        |                                                              |
| 2015 | The Hateful Eight                               | John "The Hangman" Ruth                    |                                                              |
| 2016 | Deepwater Horizon                               | Brendan                                    |                                                              |
| 2017 | The Fate of the Furious                         | Frank "Mr. Nobody" Petty                   |                                                              |
| 2017 | Guardians of the Galaxy Vol. 2                  | pare de Peter Quil                         |                                                              |
| 2018 | The Christmas Chronicles                        | Pare Noel                                  |                                                              |
| 2019 | Once Upon a Time in Hollywood                   | Randy                                      |                                                              |
| 2020 | The Christmas Chronicles 2                      | Pare Noel                                  |                                                              |

### Televisió
| Any        | Títol                                 | Paper                                            | Notes                                                                                |
| ---------- | ------------------------------------- | ------------------------------------------------ | ------------------------------------------------------------------------------------ |
| 1962       | Dennis the Menace                     | Kevin                                            | Episodi: "Wilson's Second Childhood" (uncredited)                                    |
| 1962       | The Dick Powell Show                  | Boy, Vernon                                      | 3 Episodis                                                                           |
| 1963       | Sam Benedict                          | Knute                                            | Episodi: "Seventeen Gypsies and a Sinner Named Charlie"                              |
| 1963       | The Eleventh Hour                     | Peter Hall                                       | Episodi: "Everybody Knows You Left Me"                                               |
| 1963       | Our Man Higgins                       | Bobby                                            | Episodi: "Delinquent for a Day"                                                      |
| 1963–1964  | The Travels of Jaimie McPheeters      | Jaimie McPheeters                                | Sèrie regular (26 Episodis)                                                          |
| 1964       | The Man From U.N.C.L.E.               | Christopher Larson                               | Episodi: "The Finny Foot Affair"                                                     |
| 1964, 1965 | The Virginian                         | Toby Shea, Andy Denning                          | Episodis: "A Father for Toby", "The Brothers"                                        |
| 1964, 1966 | The Fugitive                          | Eddie, Philip Gerard Jr.                         | Episodis: "Nemesis", "In a Plain Paper Wrapper"                                      |
| 1964, 1974 | Gunsmoke                              | Packy Kerlin, Buck Henry                         | Episodis: "Blue Heaven", "Trail of Bloodshed"                                        |
| 1965       | Gilligan's Island                     | Jungle Boy                                       | Episodi: "Gilligan Meets Jungle Boy"                                                 |
| 1965–1969  | Daniel Boone                          | diversos                                         | 5 Episodis                                                                           |
| 1966       | Lost In Space                         | Quano                                            | Episodi: "The Challenge"                                                             |
| 1966       | Laredo                                | Grey Smoke                                       | Episodi: "Meanwhile Back at the Reservation"                                         |
| 1967       | The Road West                         | Jay Baker                                        | Episodi: "Charade of Justice"                                                        |
| 1967–1972  | Disneyland                            | Rich Evans, Soldat ras Willie Prentiss, narrador | 7 Episodis                                                                           |
| 1969       | Guns in the Heather                   | Rich                                             | Original a Walt Disney's Wonderful World of Color; a.k.a. The Secret of Boyne Castle |
| 1969       | Then Came Bronson                     | William P. Lovering                              | Episodi: "The Spitball Kid"                                                          |
| 1970       | Men at Law                            | Jerry Patman                                     | Episodi: "This is Jerry, See Jerry Run"                                              |
| 1970       | The High Chaparral                    | Dan Rondo                                        | Episodi: "The Guns of Johnny Rondo"                                                  |
| 1970       | Love, American Style                  | Johnny                                           | Segment: "Love and the First-Nighters"                                               |
| 1971       | Room 222                              | Tim                                              | Episodi: "Paul Revere Rides Again"                                                   |
| 1973       | Love Story                            | Scott                                            | Episodi: "Beginner's Luck"                                                           |
| 1974       | Gunsmoke                              | Buck Henry Woolfe                                | Episodi: "Trail of Bloodshed"                                                        |
| 1974       | Hec Ramsey                            | Matthias Kane                                    | Episodi: "Scar Tissue"                                                               |
| 1974       | The New Land                          | Bo Larsen                                        | Series regular (6 episodis, més 7 no emesos)                                         |
| 1974 1975  | Police Story                          | J.D. Crawford Officer David Singer               | "Country Boy" "The Empty Weapon"                                                     |
| 1975       | Harry O                               | Todd Conway                                      | Episodi: "Double Jeopardy"                                                           |
| 1975       | The Deadly Tower                      | Charles Whitman                                  | telefilm                                                                             |
| 1975       | Search for the Gods                   | Shan Mullins                                     | telefilm                                                                             |
| 1976       | The Quest                             | Morgan 'Two Persons' Bodeen                      | Sèrie regular (15 Episodis)                                                          |
| 1977       | Hawaii Five-O                         | Peter Valchek                                    | Episodi: "Deadly Doubles"                                                            |
| 1977       | Christmas Miracle in Caufield, U.S.A. | Johnny                                           | telefilm                                                                             |
| 1979       | Elvis                                 | Elvis Presley                                    | telefilm                                                                             |

## Premis i nominacions
Guardons:

### Nominacions
- 1979. Primetime Emmy al millor actor en especial per Elvis
- 1984. Globus d'Or al millor actor secundari per Silkwood